# Dąbrówki (powiat lipski)
Dąbrówki – osada w Polsce położona w województwie mazowieckim, w powiecie lipskim.
W latach 1975–1998 miejscowość administracyjnie należała do województwa radomskiego.